# Antonio Marini (magistrat)
Pour les articles homonymes, voir Antonio Marini.
Antonio Marini né à Alvito le 10 janvier 1941 et mort à Rome le 20 août 2019, est un magistrat italien. Pendant sa carrière il s'est occupé de l'affaire Moro.

## Biographie
Antonio Marini a rejoint le pouvoir judiciaire en 1967 en tant que procureur adjoint à Milan. En 1977, il s'installe à Rome et s'engage pendant de nombreuses années dans la lutte contre le terrorisme et la mafia. Procureur général, avocat général de la Cour d'appel du Capitole et retraité depuis 2015, il est connu pour être le « magistrat de la lutte contre le terrorisme ».À partir des années 1970, il a traité les plus grandes affaires judiciaires italiennes  dont le procès pour la tentative d'assassinat de Jean-Paul II par Mehmet Ali Ağca ; le procès relatif à l'enlèvement et au meurtre d'Aldo Moro par les Brigades rouges ; le procès dit du 7 avril contre Toni Negri et autres ; le procès Metropoli contre entre autres Franco Piperno (it) ; le procès concernant l'organisation terroriste appelée O.R.A.L de  matrice Anarco - lnsurrezionalista ; le procès concernant le meurtre de l'étudiante universitaire Marta Russo (it) et celui contre les nouvelles Brigades rouges lié au meurtre de Massimo D'Antona (it).
Antonio Marini a pris sa retraite en 2015. Souffrant d'une « longue maladie », il est mort à Rome le 20 août 2019 à l'âge de 78 ans.